# بروس غارفي
بروس غارفي (بالإنجليزية: Bruce Garvey)‏ هو صحفي بريطاني، ولد في 17 أكتوبر 1939 في لندن في المملكة المتحدة، وتوفي في 1 أغسطس 2010 في Wellington, Ontario ‏ في كندا بسبب سرطان الرئة.